# Хуан де Диос Рамирез Хередија
Хуан де Диос Рамирез Хередија (енгл. Juan de Dios Ramírez Heredia, рођен 29. јула 1942) је шпански политичар, ромског етничког порекла. Члан је Шпанске социјалистичке радничке партије . У периоду 1986-1999. био је члан Европског парламента. Рођен је у Порторику у Кадизу.

## Позадина
По професији је правник и дипломирао је информационе науке на Аутономном универзитету у Барселони, доктор је информационих наука и магистар општег основног образовања (ЕГБ). Био је директор школе за професионалну рехабилитацију "San Juan Bosco" за хендикепиране особе у Барселони између 1970. и 1990. године.

## Политичка каријера
Као члан шпанске ромске заједнице, био је укључен у истицање и одбрану права Рома. Као признање за овај рад, у фебруару 2008. године му је Универзитет у Кадизу доделио почасни докторат, први Ром који је добио ово признање на свету. Рамирез Хередија такође промовише Романо-Кало (Romanò-Kalò), варијанту интернационалног ромског језика, обогаћену Кало речима. Његов циљ је поновно уједињење корена Кало и Рома.